# L'Aveu (Maupassant)
Pour les articles homonymes, voir L'Aveu (homonymie).
L’Aveu est une nouvelle de Guy de Maupassant, parue en 1884.

## Historique
L’Aveu est une nouvelle publiée dans la revue Gil Blas du 22 juillet 1884, puis dans le recueil Contes du jour et de la nuit.

## Résumé
Céleste est une jeune fille qui avoue à sa mère Malivoire  qu'elle attend un enfant et qu'elle l’a fait avec le cocher (Polyte) qui lui fait crédit pour l'emmener en ville en échange de ses faveurs. Sa mère la frappe et lui dit de ne pas lui avouer sa grossesse  pour continuer de profiter de trajets gratuits.

## Éditions
- 1884 - L’Aveu, dans Gil Blas
- 1885 - L’Aveu, dans Contes du jour et de la nuit aux éditions Marpon-Flammarion, coll. Bibliothèque illustrée.
- 1888 - L’Aveu, dans La Vie populaire, hebdomadaire du Petit Parisien.
- 1979 - L’Aveu, dans Maupassant, Contes et nouvelles, tome II, texte établi et annoté par Louis Forestier, éditions Gallimard, Bibliothèque de la Pléiade.